# Sabrina Horvat
Sabrina Horvat, auch Sabrina Horvat-Calò, (* 3. Juli 1997) ist eine österreichische Fußballspielerin, die 2019 für die A-Nationalmannschaft spielte.

## Karriere

### Vereine
Sabrina Horvat wuchs in Höchst in Vorarlberg auf, wo sie beim FC Höchst im Nachwuchs spielte. 2012 wechselte sie zum FC Staad in die Schweiz.
Von 2016 bis 2018 spielte sie für den Schweizer Erstligisten FC Basel. Im Sommer 2018 wechselte sie zu Werder Bremen, wo sie auf die auf ihre Landsfrauen Katharina Schiechtl, Adina Hamidovic und Julia Kofler traf. Damit war sie die zweite Vorarlbergerin nach Sonja Spieler, die in der deutschen Fußball-Bundesliga spielte. Nach dem Abstieg mit Werder Bremen wechselte sie nach einer Spielsaison zum Aufsteiger 1. FC Köln, wo sie einen Vertrag bis 2021 unterzeichnete.
2016 und 2018 wurde sie von den Vorarlberger Nachrichten zur Vorarlberger Fußballerin des Jahres gewählt. 2022 unterschrieb sie einen Vertrag bis 2024 bei der Spielgemeinschaft (SPG) Altach/Vorderland, der Vertrag wurde 2024 bis 2025 verlängert. Im Dezember 2024 wurde bekanntgegeben, dass Sabrina Horvat-Calo im Sommer 2025 ihre Fußball-Profikarriere beendet.

### Nationalmannschaft
Horvat absolvierte Einsätze im U-19-Nationalteam. Ihr Debüt im österreichischen Frauen-A-Team gab sie im März 2019 im Zypern-Cup im Spiel gegen Slowakei unter Teamchef Dominik Thalhammer, wo sie verletzungsbedingt in Minute 30 durch Katharina Schiechtl ausgewechselt wurde.

## Auszeichnungen
- 2016 und 2018: Vorarlberger Fußballerin des Jahres[11]